# IC Manage
IC Manage es una empresa que ofrece diseño de software de gestión de datos para empresas de semiconductores, permitiéndoles gestionar el diseño de sus bases de datos de circuito integrado (Integrated Circuit Design) entre sus equipos. IC Manage también provee software empresarial para una gran escala de clientes Perforce. IC Manage proporciona un diseño de circuitos integrados estructurado y un flujo de trabajo para la electrónica analógica y electrónica digital.

## Historia
En 2004, IC Manage presentó la versión beta de su diseño comercial del sistema de software de gestión de datos que proporciona control de versiones, gestión de la configuración y error de software. El sistema de diseño de gestión incluyó un diseño gráfico de  la interfaz del usuario de la infraestructura digital Cadence, y trabajó tanto con bases de datos Cadence como con base de datos OpenAccess. Se rastreó sólo los archivos modificados y metadatos almacenados sobre las revisiones y configuraciones en una base de datos relacional separada del diseño de datos.
En 2007, IC Manage anunció su Plataforma Global de Diseño (GDP) del sistema de diseño de gestión datos. GDP tuvo un componente de seguimiento bidireccional para las revisiones y los derivados de circuitos integrados (IC); mediante la mezcla, aparejamiento y reutilización de componentes y semiconductores de núcleos de propiedad intelectual (IP por sus siglas en inglés), a través de sitios de diseño local y remoto; dando seguimiento de los defectos y sincronizando el espacio de trabajo en el mismo Estado cuando un diseñador informa, arregla o verifica un error de software.
En 2007, Nvidia fabricó más de 100 fichas utilizadas por IC Manage durante el diseño.
En 2009, el contenido del software de gestión de IC Manage fue mencionado como un conductor de tecnología que permite a las compañías de semiconductores hacer trabajo de diseño a través de ubicaciones geográficas remotas y locales, como parte de una significativa tendencia hacia la externalización del trabajo de diseño a otros países. El software creado por IC Manage proporcionó un espacio de trabajo que abstrae el diseño de datos del subyacente directorio organizacional.
En 2011, Deepchip.com clasificó IP Central (IP Pro), creado por IC Manage, como el ítem #1 para ser visto en la Design Automation Conference.
Desde 2010 hasta el 2014, IC Manage ha sido incluida en la lista del informe anual "What to see at DAC" de la firma de analistas GarySmith EDA. En 2010 por Herramienta Empresarial, en 2011 por Gestión de Diseño, en 2012 y 2013 por Diseño de Depuración de Programas, y en 2014 por Herramienta Empresarial.
En 2014, IC Manage fue seleccionada como una de las Deloitte Fast 500, un ranking de las 500 tecnologías, medios, telecomunicaciones, ciencias de la vida y empresas de tecnología limpia de crecimiento más rápido en Norteamérica. IC Manage creció 178 por ciento durante el período de 4 años que va de 2008 a 2012.

## Productos
- Plataforma de Diseño Global (GDP) -. En abril de 2007, IC Manage anunció la Plataforma de Diseño Global de su sistema de gestión de diseño datos.[3]
- IP central / IP Pro - En junio de 2011, la compañía introdujo su plataforma Central de IP enfocada en el diseño y verificación de equipos para la reutilización de IP, incluyendo la publicación, el intercambio, la integración y revisiones de partes internas y terceras de IP, así como el trazado de dependencia de error de IP.[13]
- IC Manage views - En mayo de 2012, la compañía anunció su software de aceleración del espacio de trabajo, el IC Manage views; el cual es una versión del sistema de archivos que presenta vistas completas de áreas de trabajo virtuales, y transfiere los datos requeridos a un archivo caché local.[14]

## Aplicaciones a clientes
- Broadcom, AMD y Nvidia en reutilización de IP. En la Design Automation Conference de 2012 tres clientes de IC Manage presentaron las mejores prácticas y  usos de IC Manage para reutilización de Diseño IP, incluyendo: los mandatos de frecuente verificación hacia arriba y hacia abajo, siguiendo la metodología de ramificación, poniendo IP en proyectos de bibliotecas, auto deteniendo bloques de IP dentro de las bibliotecas, y especificaciones conducidas de diseño de IP.[15]
- Altera, Cambridge Silicon Radio y Xilinx on - Diseño basado en IP y verificación de reutilización. En la Design Automation Conference de 2013 tres IC Manage clientes discutieron el diseño y verificaron sus aproximaciones utilizando IC Manage: Usando un repositorio de datos para todos los diseños, reutilizando los bancos de pruebas de simulación, uniendo el sistema de seguimiento de errores y el sistema de gestión de datos, haciendo la verificación de información parte de la IP, diseñando alto niveles de  bloques de función en lugar de fichas, minimizando IP modificaciones, y restringiendo IP acceso.[16]